# Municipio de Zaragoza (Puebla)
Zaragoza es un municipio situado en el estado mexicano de Puebla. Según el censo de 2020, tiene una población de 16 752 habitantes.
Está ubicado en la zona noreste del estado, a una altitud de entre 1989 y 2600 metros sobre el nivel del mar.
El territorio municipal abarca una superficie total de 30.90 km².